# Galathea australiensis
Galathea australiensis Stimpson, 1858 è un crostaceo decapode appartenente alla famiglia Galatheidae.

## Distribuzione e habitat
Proviene dal sud-ovest dell'Australia.

## Descrizione
Il carapace, di una lunghezza solitamente intorno ai 2 cm, è di una colorazione che varia dal rosa al grigiastro. Gli arti sono dello stesso colore e presentano peluria; le chele sono molto più lunghe del corpo e l'addome è ripiegato sotto di esso. Gli occhi sono rossastri.

## Alimentazione
È una specie carnivora.